# مغناطیسی (ترانه آیلیت)
«مغناطیسی» (انگلیسی: Magnetic) ترانه‌ای از گروه دخترانۀ کره جنوبی آیلیلت است که در اولین آلبوم چندآهنگه آن‌ها Super Real Me است. این ترانه که تک‌آهنگ اصلی آلبوم است، توسط بلیفت لاب در ۲۵ مارس ۲۰۲۴ منتشر شد.

## زمینه و انتشار
در ۱۳ فوریه ۲۰۲۴، کمپانی بلیفت اعلام کرد که آیلیت در مارس ۲۰۲۴ آن را منتشر می‌کند. در ۲۱ فوریه، اعلام شد که آیلیت اولین آلبوم چندآهنگه خود را در ۲۵ مارس منتشر خواهد کرد.